# 印第安纳州行政区划
印第安纳州共有92個縣，每個縣都擁有其地方政府，而縣政府均分為縣議會和縣委員會兩個部份。雖然1787年的西北土地法令裡印第安納州被劃分為美國領土，但由於大部份土地皆為原住民的領地，故州內並非所有土地都允許人們定居。1795年萬塞訥條約簽訂後，印第安納州被劃分為眾多地區，當中位於西北領地的「克拉克的賞賜」（英語：Clark's Grant）和位於東南部的「戈爾」（英語：The Gore）於1795年格林維爾條約中從印第安人購買，而州內剩餘的土地均於1804年至1840年間以印第安人遷移法案或與原住民簽訂不同條約取得。其中最大的購地是1818年的聖瑪麗條約，美國政府在該條約中獲得州內中部約三分之一的土地。此後，條約內所獲得的土地被劃分成35個縣，並在之後的數十年陸續成立。。因此，州內最早的縣都位於最早購買的俄亥俄河流域附近，而較新成立的縣都位於後來購買的北部。1834年至1840年間，在收購州內剩餘的土地並撤銷大邁阿密保留地（位於今霍華德縣及其周圍的縣）後，較新的縣均陸續劃分並設立。諾克斯縣於1790年4月1日成立，是州內最早成立的縣。而牛頓縣於1859年12月8日建立，為最新建立的縣。
根據2020年美國人口普查的數據，印第安納州的人口為6,785,528人，平均每個縣有73,756人，當中馬里昂縣共有人口969,466人，為州內人口最多的縣。而俄亥俄縣為州內人口最少的縣，只有6,114人。在92個縣當中，有55個縣的人口數目為30,000或以上；其中17個縣人口多於100,000、5個縣多於250,000、只有5個縣的人口低於10,000。平均每個縣的面積為396平方英里（1,030平方），當中艾倫縣的陸地面積為657平方英里（1,700平方），為州內面積最大的縣。俄亥俄縣為州內面積最小的縣，其陸地面積只有86平方英里（220平方）。印第安納州憲法列明，新縣的陸地面積不得少於400平方英里（即1,000平方公里），且不得使現存的縣的總面積少於這個面積，這有效地阻止新縣的建立。
印第安納州的縣份大多是以州內或附近的州（如密歇根州和肯塔基州）的領袖、美国开国元勋、美國獨立戰爭、1812年战争、蒂珀卡努戰爭及印第安纳领地時期的傑出人物命名，也有些縣是以美國原住民或當地的地理屬性或環境命名。
联邦资料处理标准代码（简称代码）是联邦政府用来区分各州和各县的唯一识别码。印第安納州的縮寫為IN，而該州的FIPS代碼是18，與縣代碼結合使用時寫成18XXX。所有的FIPS代碼將連結至該縣最近的一次人口普查數據。
在印第安納州，與縣相關且最常見的數字是BMV代碼，這個代碼為縣的字母順序。自1963年起，此代碼一直用於汽車牌照。起初這個代碼放置於車牌左邊當眼處，並作為車牌的一部份。代碼於2008年移至車牌的上方，然後又於2012年再移至車牌的右下角。除了本身的「49」外，「93」、「95」、「97」、「98」及「99」也可以表達馬里昂縣；而除了本身的「45」外，「94」及「96」也可以用於表達萊克縣，這些額外數字於2008年移除。

## 縣份列表
| 县           | FIPS代码 | 县城           | 成立日期       | 拆分自                                     | 辭源 | BMV代碼                | 人口 （2022年） | 面积                          | 地图                         |
| ------------ | -------- | -------------- | -------------- | ------------------------------------------ | --- | ---------------------- | --------------- | ----------------------------- | ---------------------------- |
| 亞當斯縣     | 001      | 第開特         | 1836年2月7日   | 1818年的亞當斯購地                         | 约翰·昆西·亚当斯 （1767－1848），第六任美国总统 （1825－1829） | 1                      | 36,068          | 339平方英里 （878平方公里）   | 標示出亞當斯縣位置的地圖     |
| 艾倫縣       | 003      | 韋恩堡         | 1823年12月12日 | 1818年的新購地                             | 約翰·艾倫中將 （1772－1813），肯塔基州參議院議員，於1812年戰爭陣亡 | 2                      | 391,449         | 657平方英里 （1,702平方公里） | 標示出艾倫縣位置的地圖       |
| 巴塞洛穋縣   | 005      | 哥倫布         | 1821年1月8日   | 傑克遜縣和1818年的新購地                   | 約瑟·巴塞洛穋中校 （1766－1840），蒂珀卡努戰爭英雄 | 3                      | 83,540          | 407平方英里 （1,054平方公里） | 標示出巴塞洛穋縣位置的地圖   |
| 本頓縣       | 007      | 福勒           | 1840年2月18日  | 傑斯帕縣                                   | 汤玛斯·哈特·本顿 （1782－1858），來自密苏里州的联邦参议员 | 4                      | 8,719           | 406平方英里 （1,052平方公里） | 標示出本頓縣位置的地圖       |
| 布萊克福德縣 | 009      | 哈特福德城     | 1838年2月15日  | 傑伊縣                                     | 艾薩克·布萊克福德 （1786－1859），印第安纳州众议院議員 （1816－1817）及印第安納州最高法院首席大法官 （1817－1853）                                                       | 5                      | 11,919          | 165平方英里 （427平方公里）   | 標示出布萊克福德縣位置的地圖 |
| 布恩縣       | 011      | 黎巴嫩         | 1830年1月29日  | 1818年的亞當斯購地及1826年沃巴什條約的購地 | 丹尼爾·布恩 （1734－1820），一名美國拓荒者 | 6                      | 74,164          | 423平方英里 （1,096平方公里） | 標示出布恩縣位置的地圖       |
| 布朗縣       | 013      | 納什維爾       | 1836年2月3日   | 巴塞洛穋縣、傑克遜縣和門羅縣               | 雅各伯·詹寧斯·布朗將軍 （1755－1828），1812年战争英雄 | 7                      | 15,570          | 312平方英里 （808平方公里）   | 標示出布朗縣位置的地圖       |
| 卡洛爾縣     | 015      | 德爾菲         | 1828年1月17日  | 1818年的亞當斯購地及1826年沃巴什條約的購地 | 查尔斯·卡罗尔（1737–1832），《美國獨立宣言》簽署者中唯一的天主教徒及最晚去世者                                                                                           | 8                      | 20,555          | 372平方英里 （963平方公里）   | 標示出卡洛爾縣位置的地圖     |
| 卡斯縣       | 017      | 洛根斯波特     | 1828年12月18日 | 非建制領土                                 | 刘易斯·卡斯 （1782－1866），密西根州参议员（1845－1857） 以及美国战争部长 （1831－1836）                                                                                 | 9                      | 37,540          | 412平方英里 （1,067平方公里） | 標示出卡斯縣位置的地圖       |
| 克拉克縣     | 019      | 傑佛遜維爾     | 1801年2月3日   | 諾克斯縣                                   | 喬治·羅傑斯·克拉克 （1752－1818），美國革命時期西北領地的最高軍官 | 10                     | 124,237         | 373平方英里 （966平方公里）   | 標示出克拉克縣位置的地圖     |
| 克萊縣       | 021      | 巴西           | 1825年2月12日  | 歐文縣、普特南縣、沙利文和維哥縣           | 亨利·克莱 （1777－1852），肯塔基州联邦参议员及第九任美国国务卿 （1825–1829）                                                                                             | 11                     | 26,379          | 358平方英里 （927平方公里）   | 標示出克萊縣位置的地圖       |
| 克林頓縣     | 023      | 法蘭克福       | 1830年1月29日  | 1818年的亞當斯購地及1826年沃巴什條約的購地 | 德威特·克林頓 （1769－1828），第七、九任紐約州州長 （1817－1822，1825－1828）及伊利運河的構思者                                                                          | 12                     | 32,843          | 405平方英里 （1,049平方公里） | 標示出克林頓縣位置的地圖     |
| 克勞福德縣   | 025      | 英吉利         | 1818年1月29日  | 奧蘭治、哈里森縣和佩里縣                   | 威廉·克勞福德中將 （1722－1782），美國中西部的測量員及北美印第安战争英雄                                                                                                 | 13                     | 10,536          | 306平方英里 （793平方公里）   | 標示出克勞福德縣位置的地圖   |
| 戴維斯縣     | 027      | 華盛頓         | 1818年2月2日   | 諾克斯縣                                   | 約翰夫·漢密爾頓·戴維斯 （1774－1811），蒂珀卡努戰爭的指揮官，於戰爭中陣亡                                                                                                | 14                     | 33,418          | 429平方英里 （1,111平方公里） | 標示出戴維斯縣位置的地圖     |
| 迪爾伯恩縣   | 029      | 勞倫斯堡       | 1803年3月7日   | 克拉克縣和俄亥俄州的漢密爾頓縣             | 亨利·迪尔伯恩 （1751－1829）， 第五任美国战争部长 （1801－1809）， | 15                     | 51,138          | 305平方英里 （790平方公里）   | 標示出迪爾伯恩縣位置的地圖   |
| 第開特縣     | 031      | 格林斯堡       | 1821年12月12日 | 1818年的新購地                             | 史蒂芬·第開特 （1779－1820），美國海軍準將及1812年战争英雄，於19世紀早期對抗巴巴里海盗而知名                                                                             | 16                     | 26,416          | 373平方英里 （966平方公里）   | 標示出第開特縣位置的地圖     |
| 迪卡爾布縣   | 033      | 奧本           | 1835年2月7日   | 非建制領土                                 | 「巴倫」·約翰·迪卡爾布 （1721－1780），一名拉法耶特侯爵手下的德國人，曾擔任殖民軍檢察長                                                                                  | 17                     | 43,731          | 363平方英里 （940平方公里）   | 標示出迪卡爾布縣位置的地圖   |
| 特拉華縣     | 035      | 蒙夕           | 1827年1月26日  | 1818年的新購地                             | 特拉華人，美國原住民的一支 | 18                     | 112,031         | 392平方英里 （1,015平方公里） | 標示出特拉華縣位置的地圖     |
| 杜波伊斯縣   | 037      | 傑斯帕         | 1817年12月20日 | 佩里縣和派克縣                             | 圖森·杜布瓦 （1762－1816），蒂珀卡努戰爭英雄 | 19                     | 43,632          | 427平方英里 （1,106平方公里） | 標示出杜波伊斯縣位置的地圖   |
| 埃爾克哈特縣 | 039      | 戈申           | 1830年1月29日  | 非建制領土                                 | 縣名來源具有爭議性，可能得名自埃爾克哈特人，美洲原住民的一支 | 20                     | 206,890         | 463平方英里 （1,199平方公里） | 標示出埃爾克哈特縣位置的地圖 |
| 費耶特縣     | 041      | 科納斯維爾     | 1818年1月29日  | 富蘭克林縣、韋恩縣及非建制領土             | 拉法耶特侯爵 （1757－1834），美國獨立戰爭英雄和法國大革命領導者 | 21                     | 23,349          | 215平方英里 （557平方公里）   | 標示出費耶特縣位置的地圖     |
| 弗洛伊德縣   | 043      | 新奧爾巴尼     | 1819年1月2日   | 克拉克縣和哈里森縣                         | 約翰·弗洛伊德 （1783－1837），1812年战争英雄及維珍尼亞州州長 （1830－1834）或戴維斯·弗洛伊德 （1776－1834），州內早期的立法機構成員                                      | 22                     | 80,714          | 148平方英里 （383平方公里）   | 標示出弗洛伊德縣位置的地圖   |
| 方廷縣       | 045      | 卡溫頓         | 1825年12月20日 | 蒙哥馬利縣及1826年沃巴什條約的購地         | 詹姆斯·方廷少將 （1757－1890），美國獨立戰爭英雄 | 23                     | 16,574          | 396平方英里 （1,026平方公里） | 標示出方廷縣位置的地圖       |
| 富蘭克林縣   | 047      | 布魯克維爾     | 1811年2月1日   | 克拉克縣、迪爾伯恩縣、諾克斯縣             | 本傑明·富蘭克林 （1706－1790），美國開國元勳、作家、演說家及科學家 | 24                     | 23,028          | 384平方英里 （995平方公里）   | 標示出富蘭克林縣位置的地圖   |
| 富爾頓縣     | 049      | 羅徹斯特       | 1836年2月7日   | 非建制領土                                 | 罗伯特·富尔顿 （1765－1815），一名工程師及蒸汽船的發明者 | 25                     | 20,327          | 368平方英里 （953平方公里）   | 標示出富爾頓縣位置的地圖     |
| 吉布森縣     | 051      | 普林斯頓       | 1813年4月1日   | 諾克斯縣                                   | 約翰·吉布森 （1740－1822），印第安纳领地的秘書 | 26                     | 32,993          | 487平方英里 （1,261平方公里） | 標示出吉布森縣位置的地圖     |
| 格蘭特縣     | 053      | 馬里昂         | 1831年2月10日  | 諾克斯縣、1818年的亞當斯購地及非建制領土   | 山繆爾·格蘭特及莫塞斯·格蘭特上尉兄弟，美國士兵及早期定居者 | 27                     | 66,022          | 414平方英里 （1,072平方公里） | 標示出格蘭特縣位置的地圖     |
| 格林縣       | 055      | 布盧姆菲爾德   | 1821年1月5日   | 沙利文縣及非建制領土                       | 彌敦內爾·格林（1742－1786），美國獨立戰爭上將 | 28                     | 31,006          | 543平方英里 （1,406平方公里） | 標示出格林縣位置的地圖       |
| 漢密爾頓縣   | 057      | 諾布爾斯維爾   | 1823年1月8日   | 1818年的新購地                             | 亚历山大·汉密尔顿 （1755－1804），第一任美国财政部长 （1789－1895）及美國開國元勳                                                                                        | 29                     | 364,921         | 394平方英里 （1,020平方公里） | 標示出漢密爾頓縣位置的地圖   |
| 漢考克縣     | 059      | 格林菲爾德     | 1828年3月1日   | 麥迪遜縣                                   | 约翰·汉考克 （1737－1793），美國獨立宣言首位簽署者、首任麻薩諸塞州殖民地領導人及第二屆大陸會議議長                                                                       | 30                     | 83,070          | 306平方英里 （793平方公里）   | 標示出漢考克縣位置的地圖     |
| 哈里森縣     | 061      | 科里登         | 1808年12月1日  | 克拉克縣和諾克斯縣                         | 威廉·亨利·哈里森 （1773－1841），印第安纳领地總督 （1801－1812）及第九任美國總統美国总统 （1841）                                                                        | 31                     | 39,851          | 485平方英里 （1,256平方公里） | 標示出哈里森縣位置的地圖     |
| 亨德里克斯縣 | 063      | 丹維爾         | 1824年12月20日 | 1818年的新購地及1826年沃巴什條約的購地     | 威廉·亨德里克斯 （1782－1850），第三任印第安纳州州长 （1822－1825） | 32                     | 182,534         | 407平方英里 （1,054平方公里） | 標示出亨德里克斯縣位置的地圖 |
| 亨利縣       | 065      | 紐卡斯爾       | 1821年12月31日 | 1818年的新購地                             | 帕特里克·亨利 （1733－1799），美國著名律師、演說家、美国开国元勋、第一及第六任維珍尼亞州州長 （1776－1779，1784－1786）                                                  | 33                     | 48,915          | 392平方英里 （1,015平方公里） | 標示出亨利縣位置的地圖       |
| 霍華德縣     | 067      | 科科莫         | 1844年1月15日  | 非建制領土                                 | 蒂爾曼·霍華德 （1797－1844），來自印第安納州的美國眾議院議員 （1839－1840）                                                                                              | 34                     | 83,574          | 293平方英里 （759平方公里）   | 標示出霍華德縣位置的地圖     |
| 亨廷頓縣     | 069      | 亨廷頓         | 1832年2月2日   | 1818年的亞當斯購地及非建制領土             | 山繆爾·亨廷頓 （1731－1796），美國獨立宣言簽署者之一及第十八任康乃狄克州州長 （1786－1796）                                                                              | 35                     | 36,834          | 383平方英里 （992平方公里）   | 標示出亨廷頓縣位置的地圖     |
| 傑克遜縣     | 071      | 布朗斯敦       | 1816年1月1日   | 克拉克縣、傑佛遜縣和華盛頓縣               | 安德鲁·杰克逊 （1767－1845），第七任美国总统 （1829－1837）、來自田纳西州的參議院議員及1812年战争時期上將                                                                | 36                     | 46,300          | 509平方英里 （1,318平方公里） | 標示出傑克遜縣位置的地圖     |
| 傑斯帕縣     | 073      | 壬色列         | 1835年2月7日   | 1826年沃巴什條約的購地                     | 威廉·傑斯帕 （1750－1779），美國準將，在美國獨立戰爭中陣亡 | 37                     | 33,281          | 560平方英里 （1,450平方公里） | 標示出傑斯帕縣位置的地圖     |
| 傑伊縣       | 075      | 波特蘭         | 1835年2月7日   | 1818年的亞當斯購地                         | 约翰·杰伊 （1745－1829），第一任美国最高法院首席大法官 （1789－1795）及第二任紐約州州長 （1795－1801）                                                                   | 38                     | 20,198          | 384平方英里 （995平方公里）   | 標示出傑伊縣位置的地圖       |
| 傑佛遜縣     | 077      | 麥迪遜         | 1810年11月23日 | 克拉克縣、迪爾伯恩縣和諾克斯縣             | 托马斯·杰斐逊（1743－1826），第三任美国总统 （1801－1809）、第二任美国副总统 （1797－1801）、維珍尼亞州州長 （1779－1781）及美国开国元勋之一                             | 39                     | 32,946          | 361平方英里 （935平方公里）   | 標示出傑佛遜縣位置的地圖     |
| 詹寧斯縣     | 079      | 弗農           | 1816年12月27日 | 傑克遜縣和傑佛遜縣                         | 乔纳森·詹宁斯 （1784－1834），第一任印第安纳州州长 （1818－1822） | 40                     | 27,536          | 377平方英里 （976平方公里）   | 標示出詹寧斯縣位置的地圖     |
| 約翰遜縣     | 081      | 富蘭克林       | 1823年12月31日 | 1818年的新購地                             | 約翰·約翰遜 （1776－1817），第一任印第安納州最高法院首席大法官 （1816－1817）                                                                                            | 41                     | 165,782         | 320平方英里 （829平方公里）   | 標示出約翰遜縣位置的地圖     |
| 諾克斯縣     | 083      | 萬塞訥         | 1790年6月6日   | 州內最早成立的縣                           | 亨利·诺克斯上將 （1750－1806），美國獨立戰爭英雄及第一任美国战争部长 （1789－1794）                                                                                      | 42                     | 35,789          | 516平方英里 （1,336平方公里） | 標示出諾克斯縣位置的地圖     |
| 科西阿斯科縣 | 085      | 華沙           | 1835年2月7日   | 非建制領土                                 | 塔德乌什·柯斯丘什科 （1746－1817），來自波蘭的美國獨立戰爭英雄 | 43                     | 80,826          | 531平方英里 （1,375平方公里） | 標示出科西阿斯科縣位置的地圖 |
| 拉格蘭奇縣   | 087      | 拉格蘭奇       | 1832年2月2日   | 非建制領土                                 | 拉法耶特侯爵 （1757－1834），美國獨立戰爭英雄和法國大革命領導者的一間宅邸                                                                                                | 44                     | 40,866          | 380平方英里 （984平方公里）   | 標示出拉格蘭奇縣位置的地圖   |
| 萊克縣       | 089      | 克朗波因特     | 1837年1月28日  | 牛頓縣和波特縣                             | 密歇根湖，因鄰近該縣而得名 | 45、94、96             | 499,689         | 499平方英里 （1,292平方公里） | 標示出萊克縣位置的地圖       |
| 拉波特縣     | 091      | 拉波特         | 1832年1月29日  | 聖約瑟夫縣及非建制領土                     | 得名自縣治拉波特，而該城市得名自「門」的法语 | 46                     | 111,675         | 598平方英里 （1,549平方公里） | 標示出拉波特縣位置的地圖     |
| 勞倫斯縣     | 093      | 貝德福德       | 1818年1月7日   | 奧蘭治縣                                   | 詹姆斯·勞倫斯 （1781－1813），美國海軍軍官，在1812年戰爭中陣亡，因他曾說過一句名言「不要放棄那艘船！」而知名                                                             | 47                     | 45,222          | 449平方英里 （1,163平方公里） | 標示出勞倫斯縣位置的地圖     |
| 麥迪遜縣     | 095      | 安德森         | 1823年1月4日   | 1818年的新購地                             | 詹姆斯·麦迪逊 （1751－1836），第四任美國總統 （1809－1817）及美国宪法的總編輯                                                                                            | 48                     | 131,744         | 452平方英里 （1,171平方公里） | 標示出麥迪遜縣位置的地圖     |
| 馬里昂縣     | 097      | 印地安納波利斯 | 1821年12月31日 | 1818年的新購地                             | 「沼澤的狐狸」法蘭西斯·馬里昂 （1732－1795），美國獨立戰爭將領 | 49、93、95、97、98、99 | 969,466         | 396平方英里 （1,026平方公里） | 標示出馬里昂縣位置的地圖     |
| 馬歇爾縣     | 099      | 普利茅斯       | 1835年2月7日   | 聖約瑟夫縣                                 | 约翰·马歇尔 （1755－1835），第四任美国首席大法官 （1801－1835），因奠定了美国法院对国会法律的司法审查权的基础而知名，並對《马伯利诉麦迪逊案》作出司法覆核                | 50                     | 46,332          | 444平方英里 （1,150平方公里） | 標示出馬歇爾縣位置的地圖     |
| 馬丁縣       | 101      | 淺灘           | 1820年1月17日  | 戴維斯縣和杜波伊斯縣                       | 約翰·T·馬丁少將，1812年战争英雄 | 51                     | 8,903           | 336平方英里 （870平方公里）   | 標示出馬丁縣位置的地圖       |
| 邁阿密縣     | 103      | 秘魯           | 1833年1月30日  | 卡斯縣及非建制領土                         | 邁阿密族，美國原住民的一支 | 52                     | 35,674          | 374平方英里 （969平方公里）   | 標示出邁阿密縣位置的地圖     |
| 門羅縣       | 105      | 布盧明頓       | 1818年1月14日  | 奧蘭治縣                                   | 詹姆斯·门罗 （1758－1831），第七任美国国务卿 （1811－1814，1815－1817）、第八任美国战争部长 （1814－1815）、維珍尼亞州州長 （1799－1802）及第五任美国总统 （1817－1825） | 53                     | 139,745         | 395平方英里 （1,023平方公里） | 標示出門羅縣位置的地圖       |
| 蒙哥馬利縣   | 107      | 克勞福德維爾   | 1822年12月21日 | 1826年沃巴什條約的購地                     | 理查德·蒙哥马利 （1738－1775），美國將領及大陆军軍官，於加拿大戰役中戰敗並陣亡                                                                                           | 54                     | 38,273          | 505平方英里 （1,308平方公里） | 標示出蒙哥馬利縣位置的地圖   |
| 摩根縣       | 109      | 馬丁斯維爾     | 1822年12月31日 | 1818年的新購地及1826年沃巴什條約的購地     | 丹尼爾·摩根上將 （1736－1802），美國獨立戰爭英雄及來自弗吉尼亚州的美国众议院議員 （1797－1799）                                                                          | 55                     | 72,236          | 404平方英里 （1,046平方公里） | 標示出摩根縣位置的地圖       |
| 牛頓縣       | 111      | 肯特蘭         | 1859年12月8日  | 傑斯帕縣                                   | 約翰·牛頓準將 （1755－1780），美國獨立戰爭英雄 | 56                     | 13,823          | 402平方英里 （1,041平方公里） | 標示出牛頓縣位置的地圖       |
| 諾布爾縣     | 113      | 阿爾比昂       | 1835年2月7日   | 非建制領土                                 | 詹姆斯·諾布爾 （1785－1831），來自印第安納州的美国参议院議員 （1816－1831）或諾亞·諾布爾 （1794－1844），第五任印第安纳州州长 （1831－1837）                             | 57                     | 47,367          | 411平方英里 （1,064平方公里） | 標示出諾布爾縣位置的地圖     |
| 俄亥俄縣     | 115      | 賴辛森         | 1844年1月4日   | 迪爾伯恩縣                                 | 形成該縣（及印第安納州）東界一部份的俄亥俄河 | 58                     | 6,114           | 86平方英里 （223平方公里）    | 標示出俄亥俄縣位置的地圖     |
| 奧蘭治縣     | 117      | 保利           | 1816年2月1日   | 吉布森縣、華盛頓縣和諾克斯縣               | 北卡羅萊納州的奧蘭治縣，而該縣得名自奧蘭治親王國的威廉五世 （1748－1806），末任荷蘭共和國省督                                                                            | 59                     | 19,623          | 398平方英里 （1,031平方公里） | 標示出奧蘭治縣位置的地圖     |
| 歐文縣       | 119      | 斯潘塞         | 1818年12月21日 | 戴維斯縣和沙利文縣                         | 亞伯拉罕·歐文 （1769－1811），蒂珀卡努戰爭英雄 | 60                     | 21,482          | 385平方英里 （997平方公里）   | 標示出歐文縣位置的地圖       |
| 帕克縣       | 121      | 羅克維爾       | 1821年1月9日   | 維哥縣                                     | 本傑明·帕克 （1777－1835），美国国会成員中的印第安纳领地代表 | 61                     | 16,369          | 445平方英里 （1,153平方公里） | 標示出帕克縣位置的地圖       |
| 佩里縣       | 123      | 特爾城         | 1814年11月1日  | 吉布森縣和沃里克縣                         | 奧利弗·哈澤德·佩里 （1785－1819）,美國海軍準將，因於伊利湖戰役中取勝而知名                                                                                               | 62                     | 19,183          | 382平方英里 （989平方公里）   | 標示出佩里縣位置的地圖       |
| 派克縣       | 125      | 彼得斯堡       | 1816年12月21日 | 吉布森縣和佩里縣                           | 紀伯倫·派克 （1779－1813），美國西南部的早期探索者及派克斯峰名稱的由來                                                                                                   | 63                     | 12,168          | 334平方英里 （865平方公里）   | 標示出派克縣位置的地圖       |
| 波特縣       | 127      | 瓦爾帕萊索     | 1835年2月7日   | 非建制領土                                 | 大衛·波特上尉 （1780－1843），1812年战争英雄 | 64                     | 174,791         | 418平方英里 （1,083平方公里） | 標示出波特縣位置的地圖       |
| 波西縣       | 129      | 弗農山         | 1814年11月11日 | 吉布森縣和沃里克縣                         | 托马斯·波西 （1750－1818），第二任印第安纳领地總督 （1813－1816） | 65                     | 25,063          | 410平方英里 （1,062平方公里） | 標示出波西縣位置的地圖       |
| 普瓦斯基縣   | 131      | 威納馬克       | 1835年2月7日   | 非建制領土                                 | 卡齐米日·普瓦斯基 （1745－1779），來自波兰的美國獨立戰爭上將，於薩凡納圍城戰中陣亡                                                                                       | 66                     | 12,485          | 434平方英里 （1,124平方公里） | 標示出普瓦斯基縣位置的地圖   |
| 普特南縣     | 133      | 綠堡           | 1822年12月31日 | 歐文縣及1826年沃巴什條約的購地             | 以色列·普特南上將 （1718－1790），美國獨立戰爭英雄，因於邦克山戰役中獲勝而知名                                                                                           | 67                     | 37,301          | 481平方英里 （1,246平方公里） | 標示出普特南縣位置的地圖     |
| 蘭道夫縣     | 135      | 溫徹斯特       | 1818年1月10日  | 韋恩縣                                     | 北卡羅萊納州的蘭道夫縣，而該縣則得名自佩頓·蘭道夫 （約1721－1755），首任大陆会议主席                                                                                     | 68                     | 24,437          | 452平方英里 （1,171平方公里） | 標示出蘭道夫縣位置的地圖     |
| 里普利縣     | 137      | 凡爾賽         | 1816年12月27日 | 迪爾伯恩縣和傑佛遜縣                       | 伊利札·惠洛克·里普利上將 （1782－1839），1812年战争英雄 | 69                     | 29,087          | 446平方英里 （1,155平方公里） | 標示出里普利縣位置的地圖     |
| 拉什縣       | 139      | 拉什維爾       | 1821年12月31日 | 1818年的新購地                             | 本傑明·拉什醫生 （1746－1813），美國獨立宣言簽署者 | 70                     | 16,673          | 408平方英里 （1,057平方公里） | 標示出拉什縣位置的地圖       |
| 聖約瑟夫縣   | 141      | 南灣           | 1830年1月29日  | 非建制領土                                 | 流往密歇根湖的聖約瑟夫河，因該河流經此縣而得名 | 71                     | 272,234         | 458平方英里 （1,186平方公里） | 標示出聖約瑟夫縣位置的地圖   |
| 斯科特縣     | 143      | 斯科茨堡       | 1820年1月12日  | 克拉克縣、傑佛遜縣、詹寧斯縣和華盛頓縣     | 查尔斯·斯科特 （1739－1813），第四任肯塔基州州長 （1808－1812） | 72                     | 24,588          | 190平方英里 （492平方公里）   | 標示出斯科特縣位置的地圖     |
| 謝爾比縣     | 145      | 謝爾比維爾     | 1821年12月31日 | 1818年的新購地                             | 艾萨克·谢尔比 （1750－1826），美國獨立戰爭及1812年战争士兵；第一及第五任肯塔基州州長                                                                                     | 73                     | 44,991          | 411平方英里 （1,064平方公里） | 標示出謝爾比縣位置的地圖     |
| 斯潘塞縣     | 147      | 羅克波特       | 1818年1月10日  | 沃里克縣和佩里縣                           | 施皮爾·斯賓塞上尉 （1778－1811），蒂珀卡努戰爭英雄 | 74                     | 19,967          | 397平方英里 （1,028平方公里） | 標示出斯潘塞縣位置的地圖     |
| 斯塔克縣     | 149      | 諾克斯         | 1835年2月7日   | 聖約瑟夫縣及非建制領土                     | 約翰·史塔克 （1728－1822），美國獨立戰爭上將，被冠名為「本寧頓的英雄」                                                                                                   | 75                     | 23,258          | 309平方英里 （800平方公里）   | 標示出斯塔克縣位置的地圖     |
| 斯托本縣     | 151      | 安哥拉         | 1837年2月7日   | 非建制領土                                 | 弗里德里奇·威廉·冯·施托伊本 （1730－1794），普魯士貴族，於美國獨立戰爭期間訓練殖民軍士兵                                                                                 | 76                     | 34,725          | 309平方英里 （800平方公里）   | 標示出斯托本縣位置的地圖     |
| 沙利文縣     | 153      | 沙利文         | 1816年12月30日 | 諾克斯縣                                   | 丹尼爾·沙利文上將 （1754－1790），美國獨立戰爭英雄 | 77                     | 20,760          | 447平方英里 （1,158平方公里） | 標示出沙利文縣位置的地圖     |
| 瑞士縣       | 155      | 韋韋           | 1814年10月1日  | 迪爾伯恩縣和傑佛遜縣                       | 歐洲國家瑞士，因縣內部份的定居者為瑞士人而得名 | 78                     | 10,006          | 221平方英里 （572平方公里）   | 標示出瑞士縣位置的地圖       |
| 蒂珀卡努縣   | 157      | 拉法葉         | 1826年1月20日  | 1826年沃巴什條約的購地及非建制領土         | 蒂珀卡努河和蒂珀卡努戰爭 | 79                     | 188,717         | 500平方英里 （1,295平方公里） | 標示出蒂珀卡努縣位置的地圖   |
| 蒂普頓縣     | 159      | 蒂普頓         | 1844年1月15日  | 1818年的亞當斯購地及非建制領土             | 約翰·蒂普頓 （1786－1839），來自印第安納州的美国参议院議員 （1832－1839）                                                                                                | 80                     | 15,361          | 261平方英里 （676平方公里）   | 標示出蒂普頓縣位置的地圖     |
| 猶尼昂縣     | 161      | 利柏提         | 1821年1月5日   | 費耶特縣、富蘭克林縣和韋恩縣               | 因費耶特縣、富蘭克林縣和韋恩縣三個縣的一部分建為一個新縣而得名 | 81                     | 6,952           | 161平方英里 （417平方公里）   | 標示出猶尼昂縣位置的地圖     |
| 范德堡縣     | 163      | 埃文斯維爾     | 1818年1月7日   | 吉布森縣、波西縣和沃里克縣                 | 亨利·范德堡，印第安纳领地法官 | 82                     | 179,744         | 233平方英里 （603平方公里）   | 標示出范德堡縣位置的地圖     |
| 弗米利恩縣   | 165      | 紐波特         | 1824年1月2日   | 帕克縣及1826年沃巴什條約的購地             | 弗米利恩河 | 83                     | 15,751          | 257平方英里 （666平方公里）   | 標示出弗米利恩縣位置的地圖   |
| 維哥縣       | 167      | 特雷霍特       | 1818年1月21日  | 沙利文縣                                   | 弗朗西斯·維哥 （1747－1836），美國獨立戰爭期間來自意大利的殖民軍間諜 | 84                     | 106,006         | 403平方英里 （1,044平方公里） | 標示出維哥縣位置的地圖       |
| 沃巴什縣     | 169      | 沃巴什         | 1833年1月30日  | 1818年的亞當斯購地及非建制領土             | 沃巴什河 | 85                     | 30,828          | 412平方英里 （1,067平方公里） | 標示出沃巴什縣位置的地圖     |
| 沃倫縣       | 171      | 威廉波特       | 1827年1月19日  | 1826年沃巴什條約的購地及非建制領土         | 約瑟·瓦倫 （1741－1775），美國上將及愛國者，在美國獨立戰爭中陣亡 | 86                     | 8,461           | 365平方英里 （945平方公里）   | 標示出沃倫縣位置的地圖       |
| 沃里克縣     | 173      | 布恩維爾       | 1813年4月30日  | 吉布森縣和諾克斯縣                         | 雅各伯·沃里克上將 （1773－1811），蒂珀卡努戰爭英雄 | 87                     | 65,185          | 385平方英里 （997平方公里）   | 標示出沃里克縣位置的地圖     |
| 華盛頓縣     | 175      | 塞勒姆         | 1813年12月21日 | 克拉克縣、哈里森縣和諾克斯縣               | 乔治·华盛顿 （1732－1799），美國獨立戰爭總司令官及第一任美國總統 （1789－1797）                                                                                          | 88                     | 28,224          | 514平方英里 （1,331平方公里） | 標示出華盛頓縣位置的地圖     |
| 韋恩縣       | 177      | 里奇蒙         | 1810年11月27日 | 克拉克縣、迪爾伯恩縣和諾克斯縣             | 安東尼·韋恩 （1745－1796），美國獨立戰爭及西北印第安战争上將 | 89                     | 66,273          | 402平方英里 （1,041平方公里） | 標示出韋恩縣位置的地圖       |
| 韋爾斯縣     | 179      | 布拉夫頓       | 1837年2月7日   | 1818年的亞當斯購地                         | 威廉·阿皮科尼特·威爾斯上尉 （1770－1812），美國原住民1812年战争英雄 | 90                     | 28,335          | 368平方英里 （953平方公里）   | 標示出韋爾斯縣位置的地圖     |
| 懷特縣       | 181      | 蒙蒂塞洛       | 1834年2月1日   | 1826年沃巴什條約的購地及非建制領土         | 伊薩克·懷特 （1776－1811），伊利諾斯州的居民及印第安納州隊伍中的自願民兵，於蒂珀卡努戰爭中陣亡                                                                           | 91                     | 24,598          | 505平方英里 （1,308平方公里） | 標示出懷特縣位置的地圖       |
| 惠特利縣     | 183      | 哥倫比亞城     | 1835年2月7日   | 非建制領土                                 | 威廉·惠特利中將 （1773－1811），蒂珀卡努戰爭英雄 | 92                     | 34,627          | 336平方英里 （870平方公里）   | 標示出惠特利縣位置的地圖     |

## 另見
- 印第安纳州城市列表
- 印第安納州鎮區列表（英语：List of Indiana townships）
- 印第安納州的車輛登記牌（英语：Vehicle registration plates of Indiana）

## 腳註
1. 1 2 3 4 5 6 7 8 9 10 11 12 13 14 15 16 17 18 19 20 21 22 23 24  當時被稱為「特拉華購地」或「新購地」，後於1827年更名為「亞當斯購地」
2. 1 2  牛頓縣於1835年成立，其後於1839年一度被併入傑斯帕縣，其後於1859年再次成立。
3. 1 2 3 4 5 6 7 8 9 10 11 12 13 14 15 16 17  曾參與蒂皮卡努戰爭（英语：Battle of Tippecanoe）。
4. 1 2 3 4 5 6 7 8 9 10 11 12 13 14 15 16 17 18 19 20 21 22 23 24 25  此處的「非建制領土」是指購地中不屬於任何一個縣的地方。
5. ↑  特拉華縣於1820年1月1日成立，其後曾一度因人口過少被廢除，於1827年1月26日再次成立。
6. ↑  亨利縣原名為理察維爾縣，以紀念邁阿密族首領理察維爾，於1872年更名為亨利縣。
7. ↑  沃巴什縣於1820年成立，其後曾一度因人口過少被廢除，於1833年1月30日再次成立。

### 引用
1. ↑   (PDF).   [2021-08-18]. （原始内容存档 (PDF)于2020-11-19）.
2. ↑  . Ohio History Central.   [2018-12-16]. （原始内容存档于2019-08-05）.
3. ↑  Shōsuke, Satō. . Johns Hopkins. 1886: 352  [2019-08-03]. （原始内容存档于2021-02-04）.
4. ↑  Horsman, Reginald. . The Wisconsin Magazine of History. 1989, 73 (1): 21–32. JSTOR 4636235.
5. ↑  .   [2019-08-03]. （原始内容存档于2007-07-11）.
6. 1 2  Gannett, Henry. . Govt. Print. Off. 1905: 105  [2019-08-03]. （原始内容存档于2019-04-06）.
7. 1 2  . U.S. Census Bureau.   [2023-04-06]. （原始内容存档于2024-04-21）.
8. 1 2 3 4  National Association of Counties. .   [2014-06-01]. （原始内容存档于2012-07-12）.
9. ↑  . Indiana Legislature. 1851  [2008-12-28]. （原始内容存档于2014-06-05）.
10. ↑  De Witt Clinton Goodrich & Charles Richard Tuttle. . Indiana: R. S. Peale & co. 1875: 577  [2019-08-03]. （原始内容存档于2016-07-02）.
11. ↑  . National Institute of Standards and Technology.   [2013-11-18]. （原始内容存档于2013-09-29）.
12. ↑  . National Institute of Standards and Technology.   [2007-04-11]. （原始内容存档于2013-09-29）.
13. ↑  . 2016-02-28  [2019-08-03]. （原始内容存档于2020-11-12）.
14. ↑  . EPA.gov.   [2008-02-23]. （原始内容存档于2016-03-04）.
15. 1 2  . Indiana Historical Bureau.   [2009-01-04]. （原始内容存档于2008-03-23）.
16. ↑  . 2009-01-04  [2019-08-03]. （原始内容存档于2008-03-23）.
17. ↑  . 2016-02-28.
18. ↑  . U.S. Census Bureau.   [2009-01-04]. （原始内容存档于2020-02-10）.

## 外部鏈結
- 印第安納州縣委員會（页面存档备份，存于）
- 2000年印第安納州縣委員會
- 美國縣委員會（页面存档备份，存于）